# Corno dei Tre Signori
De Corno dei Tre Signori is een 3360 m hoge berg in de Ortler Alpen op de grens van de Italiaanse provincies Sondrio en Trente.
Op de hellingen van de berg ontspringen de rivieren Oglio (Val Camonica) en Noce (Valle di Pejo). Aan de westzijde ligt het onbewoonde Valle di Gavia waardoor een weg is aangelegd over de 2621 meter hoge Gaviapas. Vanuit dit dal is de Corno dei Tre Signori het best te zien. Aan de westzijde is ook de gletsjer van de berg te vinden, de Vedretta della Sforzellina.
Langs de zuidflank loopt het populaire maar niet eenvoudige wandelpad Alta Via Camuna die over de 3050 meter hoge Passo dei Tre Signori leidt.